# 1049 Gotho
Az 1049 Gotho (ideiglenes jelöléssel 1925 RB) a Naprendszer kisbolygóövében található aszteroida. Karl Wilhelm Reinmuth fedezte fel 1925. szeptember 14-én, Heidelbergben.